# Tribu Ka
La Tribu Ka est un mouvement français créé par Kémi Séba et se présentant comme le défenseur du « peuple noir », attribuant aux populations noires, dans un discours politique comparable au kémitisme, la fondation de la civilisation égyptienne et prônant la ségrégation raciale. Elle est créée en décembre 2004 par Kémi Séba et dissoute par le Conseil des ministres le 26 juillet 2006 pour cause d'incitation à la haine raciale.
Kémi Séba a ensuite formé le mouvement politique Génération Kémi Séba, lui aussi dissous pour incitation à la haine raciale.

## Idéologie
La Tribu Ka est un groupuscule extrémiste noir en France. Elle fut fondée par Kémi Séba. Le groupe compterait une centaine de sympathisants.[réf. nécessaire]
La Tribu Ka dénonce le métissage et prône la ségrégation à l'échelle mondiale. Elle réclame par ailleurs un dédommagement financier à l'Occident pour l'esclavage ayant résulté de la traite transatlantique. Elle revendique ses liens avec des organisations d'extrême droite suprémacistes blanches partageant le même projet racial[réf. nécessaire].

### Kémitisme
Selon Kémi Séba, il existerait une « civilisation noire » unique et cette civilisation serait  supérieure et antérieure à toutes les autres. Les Kémites (soit les personnes à la peau noire) auraient pour vocation d'être les guides de l'humanité. S'inscrivant dans la mouvance kémitiste, la tribu Ka défend l'idée que tous les pharaons de l’Égypte antique étaient noirs. Son nom même se réfère à ce courant : le terme KA se réfère aux initiales de K pour kémite et A pour Aton. L'organisation rejette le judaïsme, l'islam, le christianisme, le vaudou et l'animisme, et promeut la vénération du dieu Aton de la mythologie égyptienne,. Les personnes de confession musulmane ne sont pas autorisées à adhérer à l'organisation.

### Antisémitisme
Son idéologie se caractérise par son antisémitisme et sa défense d'une thèse conspirationniste. Les Blancs, et plus particulièrement les Juifs, seraient les responsables de la colonisation, de l'esclavage et de la pauvreté du continent africain ; les Juifs porteraient en outre une responsabilité particulière parce qu'ils auraient fomenté un complot pour détruire la civilisation noire.
En février 2006, après le meurtre d'Ilan Halimi, Kémi Séba menace, dans un courrier adressé à des associations juives, de s'en prendre physiquement aux rabbins français si ces organisations avaient « l'envie d'effleurer ne serait-ce qu'un seul [des] cheveux » de Youssouf Fofana.
Le dimanche 28 mai 2006, 40 membres de la Tribu Ka se rendent dans le quartier juif de la rue des Rosiers à Paris, le Pletzl, avec le but affiché d'y provoquer les membres de la Ligue de défense juive et du Betar dans leur salle d'entrainement au krav maga, les accusant de ratonnade envers des noirs lors des marches de soutien après le meurtre d'Ilan Halimi. Des commerçants et des témoins font état d'insultes racistes[réf. nécessaire], de provocations envers la population de ce quartier de la part des manifestants. La police ne constate pas de port d'arme.
À la suite de ces évènements, Philippe de Villiers appelle à ce que les membres de Tribu Ka soient déchus de la nationalité française, tandis que l'Union des étudiants juifs de France (UEJF) et SOS Racisme demandent la dissolution du groupe. 

### Rêve de pureté raciale
Kémi Séba appelle les personnes afrodescendantes à aller vivre en Afrique, à ne pas se métisser ni s'intégrer dans la société française. Ce projet ne séduit que très peu de personnes, le nombre d'adeptes reste minuscule.
Seules les personnes noires ont le droit d'adhérer à la tribu Ka, même les personnes métissées n'y étant pas les bienvenues,.
Pendant sa période d'activité, la Tribu Ka organise régulièrement des réunions interdites aux Blancs (les « Leucodermes »), aux Juifs (les « Hyksos ») et aux Arabes.

## Actions médiatiques
Ils exercent des actions à visée médiatique (irruption dans un tribunal pour assister au procès d'un policier accusé d'avoir tué un enfant noir, déplacement à Compiègne pour soutenir un jeune noir s'étant fait tirer dessus par un blanc, inauguration du Musée du Quai Branly, etc.).

## Dissolution
Le président Jacques Chirac décide de dissoudre la Tribu Ka le 28 juillet 2006,.
Le 17 novembre 2006, le Conseil d'État rejette la demande d'annulation du décret portant dissolution du groupement.
Le 14 janvier 2007, Kémi Séba tient une conférence à Tours dans laquelle il annonce la création de son nouveau groupe "Génération Kemi Seba" formé afin de succéder à la Tribu Ka. Ce nouveau groupe reprend la doctrine afrocentriste de la Tribu Ka. À cette occasion, il a déclaré : « Je rêve de voir les Blancs, les Arabes et les Asiatiques s'organiser pour défendre leur identité propre. Nous combattons tous ces macaques qui trahissent leurs origines, de Stéphane Pocrain à Christiane Taubira en passant par Mouloud Aounit. [...] Les nationalistes sont les seuls Blancs que j'aime. Ils ne veulent pas de nous et nous ne voulons pas d'eux. [...] Parce qu'il y aurait eu la Shoah, je n'ai rien le droit de dire sur mon oppresseur sioniste? »
Le nouveau groupe est dissous par décret le 15 juillet 2009 accusé de « propager une idéologie raciste et antisémite » et de « se livrer à des actes intolérables de provocation et de violence »,.
En 2008, Kemi Seba est condamné à un an de prison avec sursis pour reconstitution d'une ligue dissoute à la suite de son appel, contre une sentence initiale de six mois de prison dont deux fermes.